# Franjo Ksaver Pejačević
Franjo Ksaver Pejačević (Osijek, 15. srpnja 1707. ‒ Požega, 7. listopada 1781.), hrvatski katolički svećenik, isusovac, teolog i povjesničar.
Rođen je u plemićkoj obitelji Pejačević kao najmlađi sin Ivana Pejačevića (1666.‒1724.) i njegove supruge Marije Stejkić. Poput svojega bratića Jakova (1681.‒1738.) obrazovao se u crkvenim školama i postao isusovac. 
Kao teolog s najvišim obrazovanjem i akademskim titulama službovao je sve do ukidanja isusovačkoga reda po najuglednijim gimnazijama od Zagreba i Ljubljane do Linza i Pečuha, te na sveučilištima u Beču i Grazu. U razdoblju 1756. – 1758. bio je na visokoj dužnosti rektora Sveučilišta u Grazu.
U svojim istraživanjima i radovima Pejačević se osobito posvetio proučavanju veze između srpskih svetaca i Katoličke crkve. Prvi je u hrvatskoj povjesnici prikazao srednjovjekovnu prošlost Bosne u obliku dijaloga.
Bio je plodnim dogmatskim piscem. Slovio je kao teolog pomirenja s kršćanskim istokom. Poznato mu je djelo Povijest Srbije - Historia Serviae.
Na radu Franje Pejačevića doktorirao je biskup sisački Vlado Košić, a mentor mu je bio Ivan Golub.